# Marcel Vértes
Marcel Vértes auch bekannt unter der ungarischen Schreibweise Vertés oder schlicht Vertes (* 10. August 1895 in Budapest; † 31. Oktober 1961 in New York) war ein ungarischer Grafiker, Maler, Illustrator, Bühnenbildner und Oscarpreisträger.

Marcel Vertés; Aufnahme von Franz Löwy (1928)

## Leben
Vértes, eigentlich Mechaniker, kam 1925 nach Paris und machte sich rasch einen Namen als einen der wichtigsten Künstler der Szene, der in die Fußstapfen von Künstlern wie Jean-Louis Forain und Henri de Toulouse-Lautrec trat. Seine Kunst und seine Thematiken entsprachen genau dem Zeitgeist der „Wilden Zwanziger“. So war einer seiner Schwerpunkte die erotische Kunst, das Pariser Nacht- und Straßenleben, Frauenakte und -porträts und Szenen aus Zirkus und Kabarett. Vorzugsweise malte und porträtierte er Frauen aus den Freudenhäusern. Vertès über seinen ersten Besuch in einem derartigen Etablissement:
Ich lebte bereits einige Monate in Paris, als man mich bat, einen fetten, reichen und respektablen Industriellen aus Budapest zu empfangen, der mit seiner Gattin Paris besuchte. Ich sollte ihm als Führer dienen. Kaum eingetroffen, bat er mich augenzwinkernd, ihn „zu einem Ort zu führen“, an dem man sich amüsiert
Vértes kannte keine Adressen, so wandte er sich an einen Taxifahrer, der ihn zu einer gewissen Madame Blanche in der Rue de Châteaudun sandte.
Man bat uns, in weichen Sesseln Platz zu nehmen und dem „Schauspiel“ beizuwohnen. Ein eher enttäuschendes Schauspiel. Ich fing an mich zu langweilen. Zum Glück gab es eine unterhaltsamere Attraktion: Zwei kleine, zierliche Mädchen mit Kniestrümpfen und Schleifchen im Haar. Sie hatten ihre kurzen Faltenröcke und ihre Corsagen sorgfältig zusammengelegt und herzten sich gegenseitig. Charmant. Ich versuchte die beiden zu zeichnen, doch das Licht war schlecht.
Am folgenden Tag kehrte Vértes alleine in das Bordell zurück und fragte die Sous-Maitresse, ob es möglich sei, die beiden „Kinder“ nochmal wiederzusehen.
„Folgen sie mir, mein Herr!“ sagte sie mir und öffnete eine Tür. Die beiden etwa dreißig Jahre alten Damen warteten in einem Rokoko-Salon auf Kunden; die eine strickte und die andere las den '„Petit Parisien“. „Hier mein Herr.“ Glücklicherweise hatte ich am Vorabend bereits einige Zeichnungen der beiden falschen Minderjährigen gemacht! Diese Zeichnungen waren der Beginn der Serie für „Jeux du Demi-Jour“ von Pierre Mac Orlan, die ich im Auftrag des Schriftstellers mit Lithografien illustrierte.
Francis Carco schrieb darüber:
Diese hinreißenden Lithografien, die Vertès den Freudenhäusern widmet, verzaubern mit ihrer lasterhaften, leicht anrüchigen Atmosphäre.
Fabienne Jamet, Hausdame des One Two Two, schrieb über Vertès:
Oft begleitete uns der Maler Vértes auf unseren nächtlichen Sauftouren. Er lag mir ständig in den Ohren und wollte unbedingt, daß ich ihm Modell saß, aber ich hatte einige Bilder seiner privaten pornografischen Sammlung bei ihm gesehen. In diesen Bildern stellte er stets herrlich gewachsene, reizvolle Frauen zusammen mit ekelhaft dickbäuchigen alten Lustmolchen dar, oder er zeichnete schöne zierliche Knaben, die es mit grässlichen alten Hexen trieben. Ich schlug ihm seine Bitte ab… und heute bedaure ich das sehr, denn inzwischen erzielen gerade diese Bilder von Vertès astronomische Summen auf den Pariser Kunstauktionen.
Mit Ausbruch des Zweiten Weltkrieges floh Vértes in die USA und führte seine Arbeit in New York fort. Nach Kriegsende zog er wieder nach Paris, um dort in seiner gewohnten Umgebung weiterzuarbeiten, pendelte aber immer zwischen den Kontinenten hin und her. Vértes illustrierte Bücher von bekannten französischen Schriftstellern und erhielt in Paris, London und New York Aufträge für Kostüme und Bühnenbilder in Theater, Ballett und Film. 1952 erhielt er für die Ausstattung des Films Moulin Rouge (unter der Regie von John Huston) zwei Oscars und saß noch in seinem Todesjahr in der Jury der Filmfestspiele von Cannes. 1961 starb Vértes in New York.

## Malerei
- Vertes war verantwortlich für die Wandmalereien im Café Carlyle im Hotel Carlyle in Manhattan, New York City, die dort seit 2007 nach einer Restaurierung im ursprünglichen Glanz zu sehen sind.
- Für die Modeschöpferin Elsa Schiaparelli schuf er ein Paravant mit Zirkusszenen.[3]

## Filmografie
- 1952: Moulin Rouge (P, S)
- 1945: Tonight and Every Night (alternativ Music Box Girls, K)
- 1941: Ein Frauenherz vergißt nie (Lydia, K)
- 1940: Der Dieb von Bagdad (K)
- 1939: The Mikado (K, S)
- 1933: Die Abenteuer des Königs Pausole (K, P)
- 1933: The Merry Monarch (K, P)

K: Kostümbildner, P: Produktionsdesigner, S: Set-Dekorateur